# 逻辑地址
逻辑地址，在计算机体系结构中是指应用程序角度看到的内存单元（memory cell）、存储单元（storage element）、网络主机（network host）的地址。 逻辑地址往往不同于物理地址（physical address），通过地址翻译器（address translator）或映射函数可以把逻辑地址转化为物理地址。

## 内存逻辑地址
在计算机内存体系结构中，内存管理器件（memory management unit，MMU）把CPU的内存读取的地址转译为内存总线（memory bus）使用的物理地址。 
在Intel x86硬件环境下，内存逻辑地址是程序角度看到的内存地址。80286之前，分段寻址是唯一的内存访问方式。从80286，特别是80386开始的32位保护模式下，内存逻辑地址由16位段选择符（segment selector）与32位段内偏移组成。CPU硬件实现把内存逻辑地址翻译为32位的内存线性地址（linear address）。内存线性地址再通过分页机制翻译为32位的内存物理地址，之后才能读写内存数据。Linux操作系统实际上把上述16位段地址设为0，从而使得内存逻辑地址与内存线性地址是等价的。